# Dark Horse (альбом Nickelback)
| Оценки критиков      | Оценки критиков |
| Источник             | Оценка          |
| -------------------- | --------------- |
| AllMusic             | [ 1 ]           |
| Blender              | [ 2 ]           |
| Calgary Herald       | [ 3 ]           |
| Entertainment Weekly | (C+)            |
| The Guardian         | [ 5 ]           |
| Los Angeles Times    | (positive)      |
| NOW                  | [ 7 ]           |
| PopMatters           | (3/10)          |
| Rolling Stone        | [ 9 ]           |
| Toronto Star         | [ 10 ]          |
| Rolling Stone Russia | ссылка          |

Dark Horse — шестой студийный альбом канадской рок-группы Nickelback, вышедший 18 ноября 2008 года. В качестве продюсеров альбома выступили музыканты Nickelback и композитор и продюсер Роберт Джон «Матт» Ланж, известный по своим работам с такими коллективами и исполнителями как AC/DC, Брайан Адамс, Def Leppard и Шанайя Твейн, являющийся также бывшим мужем последней. Альбом провёл больше года в Billboard 200 и по итогам года вошёл в тройку лидеров по продажам.
В одном из своих интервью, фронтмен группы Чед Крюгер рассказал, что гитарный рифф первой песни «Something In Your Mouth» пришёл к нему в голову во время тура. Он записал рифф на свой мобильный телефон и отправил его продюсеру Матт Ланжу, который, подставив микрофон к своему мобильнику, записал присланный ему рифф. Эта телефонная запись использовалась при сведении альбома, рифф не перезаписывался в студии.

## Список композиций
1. «Something in Your Mouth» — 3:38
2. «Burn It To The Ground» — 3:30
3. «Gotta Be Somebody» — 4:13
4. «I’d Come for You» — 4:22
5. «Next Go Round» — 3:45
6. «Just to Get High» — 4:02
7. «Never Gonna Be Alone» — 3:47
8. «Shakin' Hands» — 3:39
9. «S.E.X.» — 3:55
10. «If Today Was Your Last Day» — 4:08
11. «This Afternoon» — 4:34

## Синглы альбома
1. Gotta Be Somebody
2. I’d Come for You
3. Never Gonna Be Alone
4. If Today Was Your Last Day
5. Burn It To The Ground
6. This Afternoon